# باشگاه والیبال بیم مازندران
باشگاه والیبال بیم مازندران یک باشگاه والیبال ایرانی بود که سال ۱۳۸۷ در بابل، مازندران تأسیس و در سال ۱۳۸۸ منحل شد.

## دست‌آوردها
لیگ برتر والیبال ایران
- سومی (۱): ۱۳۸۷

تورنمنت چهارجانبه بلغارستان
- نایب قهرمان (۱): ۱۳۸۷

## بازیکنان برجسته و سرشناس
- اوگنی ایوانف
- فرهاد قائمی

## سازنده البسه
| لیگ       | سازنده البسه | اسپانسر پیراهن |
| --------- | ------------ | -------------- |
| ۱۳۸۷–۱۳۸۸ | IDEAL        | BEEM           |